# Stylus Magazine
Stylus Magazine — бывший британский онлайн-журнал о музыке и фильмах, запущенный в 2002 году. На сайте публиковалась различная музыкальная журналистика, 4 музыкальных рецензии каждый день, рецензии на фильмы, подкасты, а также текстовые и MP3-блоги. Кроме того, Stylus ежедневно вёл колонки The Singles Jukebox, в которой рассматривались поп-певцы со всего земного шара, и Soulseeking, в которой публиковались личные отзывы о прослушанном.
В 2006 году сайт Observer Music Monthly включил Stylus Magazine в список 25 ключевых сайтов о музыке. Работа над Stylus была прекращена 31 октября 2007 года. Сайт продолжал быть доступным, однако новых материалов не публиковалась.
Колонка The Singles Jukebox была возрождена в рамках отдельного сайта в 2009 году; в её написании участвуют многие редакторы оригинального журнала. 4 января 2010 года, с одобрения бывшего главного редактора Тодда Бёрнса, редактор Stylus Ник Саутхолл запустил сайт The Stylus Decade, в рамках которого публиковались списки и эссе, обозревавшие музыку прошедшего десятилетия, и который на данный момент также закрыт.